# La niñera (México)
La niñera es una sitcom mexicana basada en The Nanny. Es protagonizada por Lisset en el papel de Fran Flores, una encantadora y simpática residente de La Roma. Por accidente, se convierte en la niñera de tres niños de clase alta de México.  La serie sólo duró una temporada y fue un desastre en audiencia, el público la atacó muy severamente como una pésima adaptación en comparación con la serie original, motivos por los cuales fue retirada del aire. La canción que abría la serie fue interpretada por Lisset.

## Trama
La historia gira alrededor de Fran Flores, quien es echada de su trabajo como asesora de novias en la tienda de su novio. Después de ser trabajadora de la línea de cosméticos Elba Esther, termina como niñera de los 3 hijos del productor de teatro Maximiliano Fabregas.
Después de esto, vivirá muchas aventuras con sus pupilos todas con graves dolores de cabeza para Maximiliano y Sisi Quin, enamorada de él, quien junto con Nicolás el mayordomo son los pleitos en la mansión. 

## Elenco
| Actor/Actriz      | Personaje                |
| ----------------- | ------------------------ |
| Lisset            | Francisca "Fran" Flores  |
| Francisco de la O | Maximiliano Fabregas     |
| Roberto Leyva     | Nicolás                  |
| Luciana Silveyra  | Sisi Corcuera            |
| Daniela Wong      | Julieta Fabregas         |
| Carlos Hays       | Fausto Fabregas          |
| Gala Montes       | Elena "Elenita" Fabregas |
| Emma Parga        | Teresa                   |
| Marta Verduzco    | Abuelita Tete            |

## Artistas invitados
- Víctor García

- América Gabriel

- Lupita Sandoval

- Regina Torné

- Amaranta Ruiz
- Lizi Rodríguez
- Alejandro Lukini
- Margarita Gralia
- Sergio Sepúlveda
- Regina Orozco

## Curiosidades
- Ingrid Coronado iba a ser quien interpretara a Fran.
- La canción la canta Lisset y es del tipo cumbia.
- Fran es fan de Juan Gabriel.
- La entrada de The Nanny y La niñera es muy parecida.
- Esta serie tuvo varios cambios de horario.
- En el primer episodio se veía que Fran hablaba con el expresidente de México Vicente Fox Quesada y su esposa Martha.
- Los capítulos están basados en la primera y parte de la segunda temporada de La Niñera original, sólo que adaptados a México, y con chistes locales.

- Datos: Q6464148